# Forollsjøen
Der Forollsjøen  oder Forolsjøen ist ein See in Norwegen. Er befindet sich je zu etwa der Hälfte in der Provinz Innlandet und in Trøndelag, unmittelbar östlich des Forollhogna und gehört zu den Gemeinden Midtre Gauldal und Holtålen.
Der See liegt auf 992 moh. und hat eine Wasseroberfläche von 3,7651 km². Er fließt über seinen Abfluss im Norden über den Fluss Fora ab, der später in den Gaula mündet.

## Tourismus und Erschließung
Aufgrund der reichen Forellenbestände ist der See ein beliebtes Gewässer zum Sportfischen. Rund um den See gibt es zwei Bootshäuser und elf kleine Hütten die als Anglerunterkünfte dienen.
Von Østerdalen aus über das Vangrøftdalen und am Forollsjøen vorbei nach Budalen führt ein Pilgerweg entlang.

## Wissenswertes
Archäologische Funde im Uferbereich legen nahe, dass es sich beim Forollsjøen in früherer Zeit um einen samischen Opferplatz gehandelt haben könnte. Ebenso wurden samische Siedlungsreste und die Überreste von Fallgruben zur Hirschjagd ausfindig gemacht.
Der südliche Teil des Sees in der Provinz Hedmark ist ein wichtiger Nistplatz für Enten- und Watvögel.